# JRP Ringier
JRP|Editions (bis 2018 JRP | Ringier Kunstverlag AG) ist ein internationaler unabhängiger Verlag für Bücher über zeitgenössische Kunst in Zürich. Verlagschef ist Lionel Bovier.
Der Verlag entstand 2004 durch eine Geschäftspartnerschaft zwischen Michael Ringier und dem von Lionel Bovier und Christophe Cherix gegründeten Kunstverlag JRP|Editions. 2018 wurde die JRP|Ringier Kunstverlag AG nach 15-jähriger kommerzieller Verlagstätigkeit an die Non-Profit-Organisation Fondation Suisse pour l'edition d'art (FSEA) übertragen und der Verlag tritt seither wieder unter dem früheren Verlagsnamen JRP|Editions auf. Die Stiftung unter der Leitung des Schweizer Künstlers John M. Armleder verantwortet den Vertrieb der seit 2004 veröffentlichten Bücher und publiziert neue Titel.
JRP Editions vertreibt über 500 Buchtitel, darunter Kunstbücher, Monographien, Ausstellungskataloge, so Bücher der Künstler Fischli & Weiss, John Armleder, Isa Genzken, Richard Prince, John Baldessari, Mike Kelley, Wolfgang Tillmans, Elaine Sturtevant oder Rodney Graham veröffentlicht. Darüber hinaus wurden auch junge Künstler wie Urs Fischer, Valentin Carron, Sterling Ruby, Troy Brauntuch, Tony Oursler, Kelley Walker, Mai-Thu Perret oder Cyprien Gaillard unterstützt. Bücher des Verlags erhielten Ehrungen bei den Schönsten Schweizer Büchern. In der Regel wird auch die Herausgeberschaft übernommen oder man arbeitet mit Herausgebern wie Christoph Keller oder Les presses du réel zusammen.
2019 startete JRP|Editions eine Abteilung für Multiples sowie ein JRP|Next, das sich innovativen Stimmen  widmet. In diesem Rahmen wurden Lithografien, Siebdrucke, Skulpturen, Neonlichter, Spiegel und Textilien mit Künstlern wie Katherine Bradford, Isabelle Cornaro, Eliza Douglas, Carroll Dunham, Sylvie Fleury, General Idea, Dorothy Iannone, Olivier Mosset, Kenny Scharf, Mungo Thomson und Julia Wachtel veröffentlicht.